# Lipovitan
Lipovitan (リポビタン, ripobitan) est une boisson énergisante japonaise fabriquée par Taisho Pharmaceutical (en).

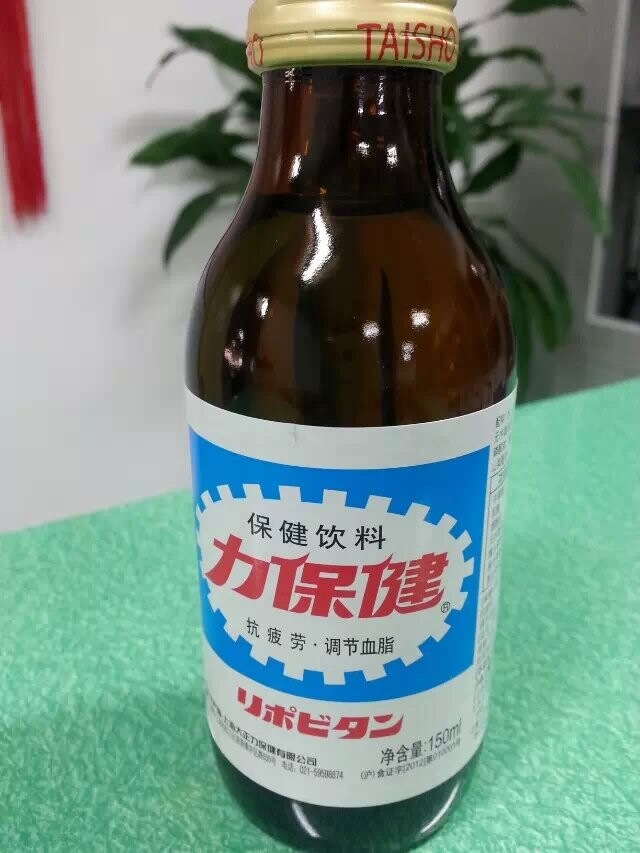
Une bouteille de Lipovitan.

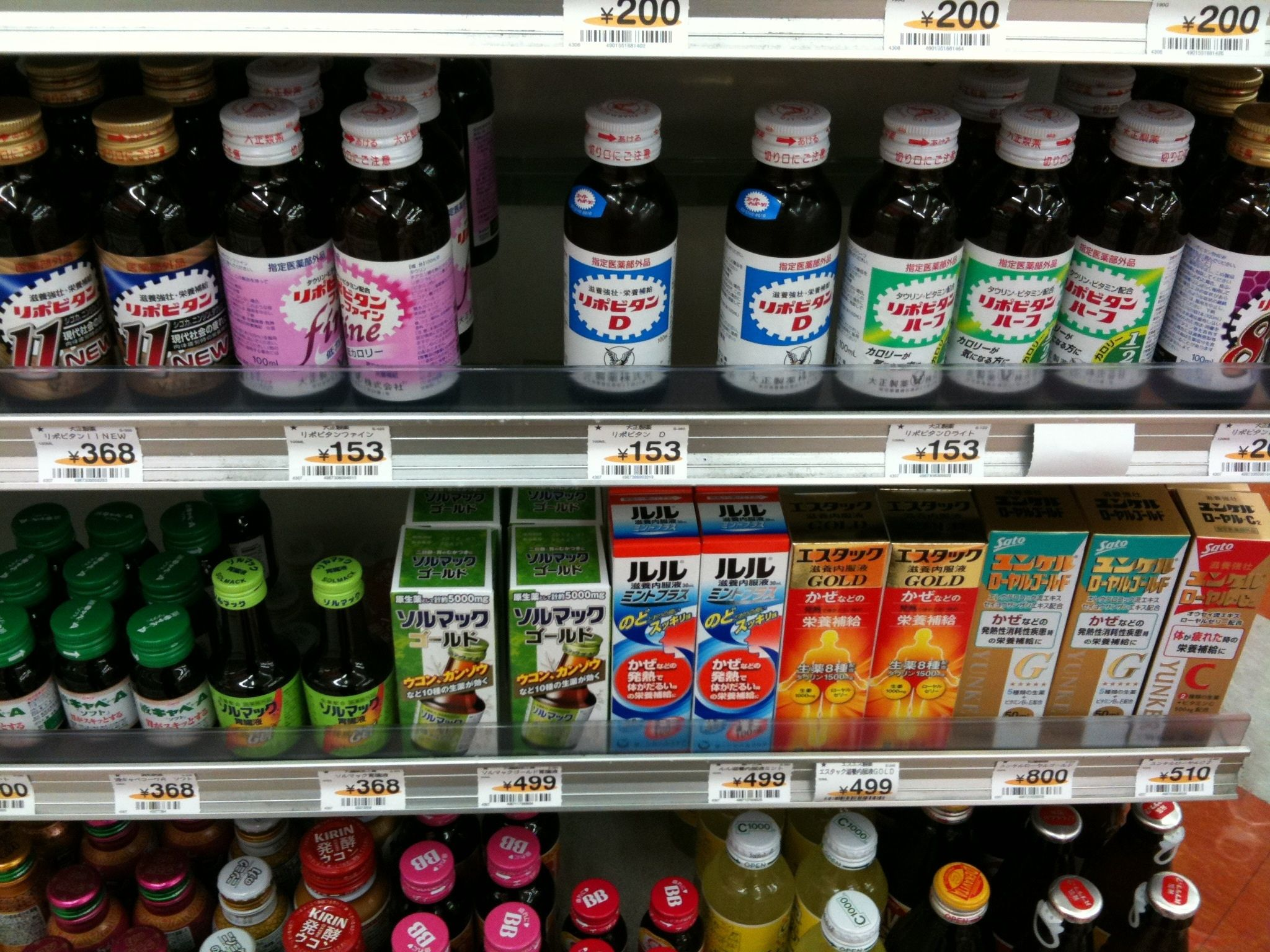
Diverses bouteilles de Lipovitan vendues en supermarché (rayon du haut).

Commercialisée depuis 1962, c'est la première boisson énergétique de l'histoire moderne (Krating Daeng datant de 1976 et Red Bull de 1984).

## Histoire
Elle vise à l'origine la clientèle des hommes d'affaires en leur proposant une boisson leur permettant de rester éveillés de longues heures dans un pays où la compétition au travail est féroce. Vendu comme un alicament, elle ne ressemble pas à une boisson gazeuse mais est plutôt conditionnée dans de petites bouteilles en verre brun de 100 ml qui ressemblent à des contenants de médicament. 
Son ingrédient principal est la taurine et elle contient étagement de l'acide nicotinique et, entre autres, de la caféine. Des formules plus fortes de la boisson sont commercialisées comme le Lipovitan D, qui contient 1 000 mg de taurine, 20 mg d'extrait d'acide nicotinique (vitamine B3), 5 mg chacune des vitamines B1, B2 et B6 et 50 mg de caféine, le Lipovitan D Super qui contient 2 000 mg de taurine et 300 mg d'arginine, et le MAXIO avec 3 000 mg de taurine. L'étiquette d'avertissement sur tous ses produits indique de ne pas consommer plus de 100 ml par jour.